# 胍基丙酸
胍基丙酸（或称为“β-胍基丙酸”，β-Guanidinopropionic acid，缩写β-GPA）是含氮有机化合物，化学式C4H9N3O2，被默克藥廠开发为營養補充品。